# Zeltingen-Rachtig

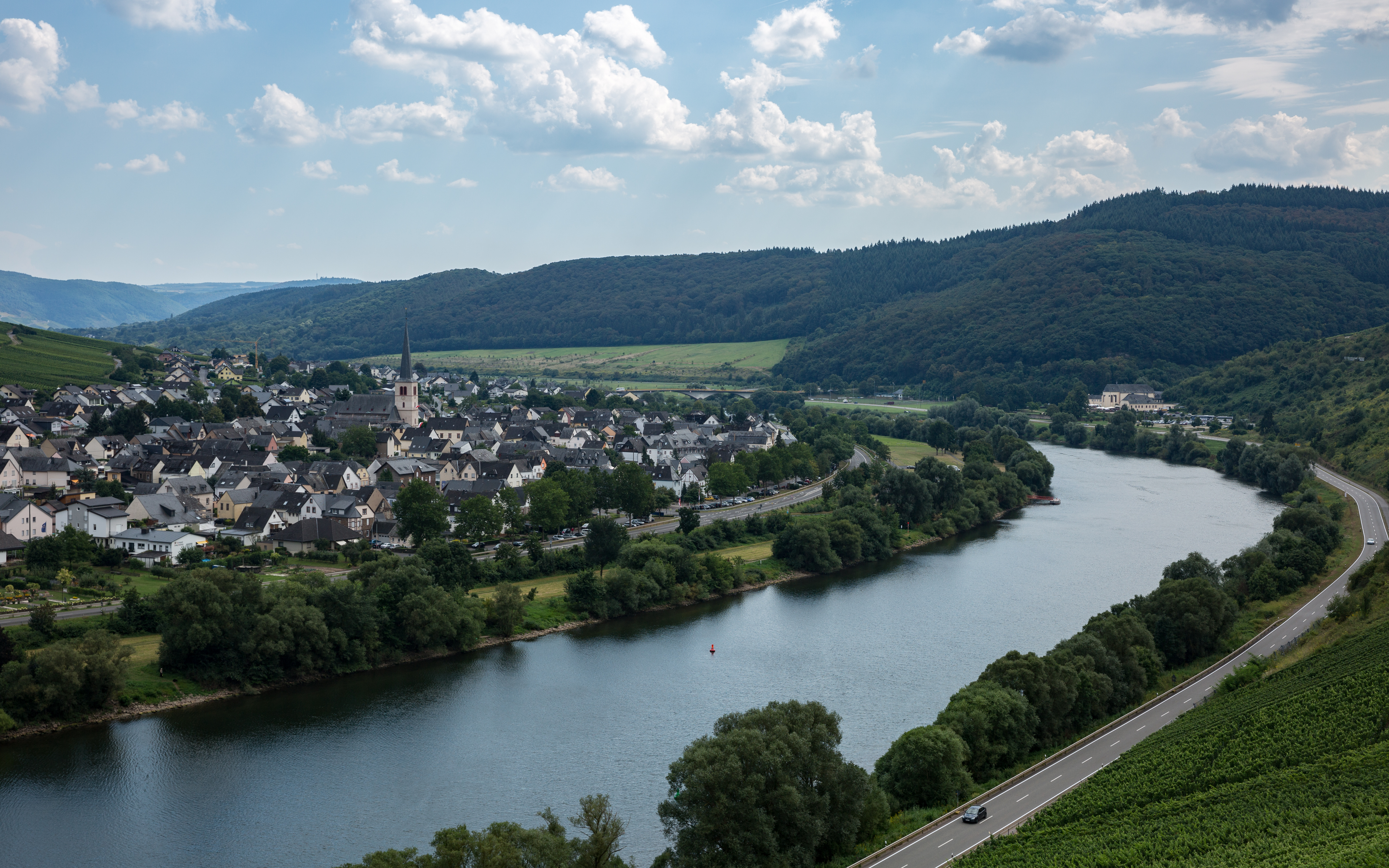
Zeltingen-Rachtig, a orillas del río Mosela

Zeltingen-Rachtig es un municipio situado en el distrito de Bernkastel-Wittlich, en el estado federado de Renania-Palatinado (Alemania). Tiene una población estimada, a fines de 2020, de 2201 habitantes.
Está ubicado en el centro-norte del estado, al este de la ciudad de Tréveris y a orillas del río Mosela, un afluente del Rin por la izquierda.